# Théorème de l'électeur médian

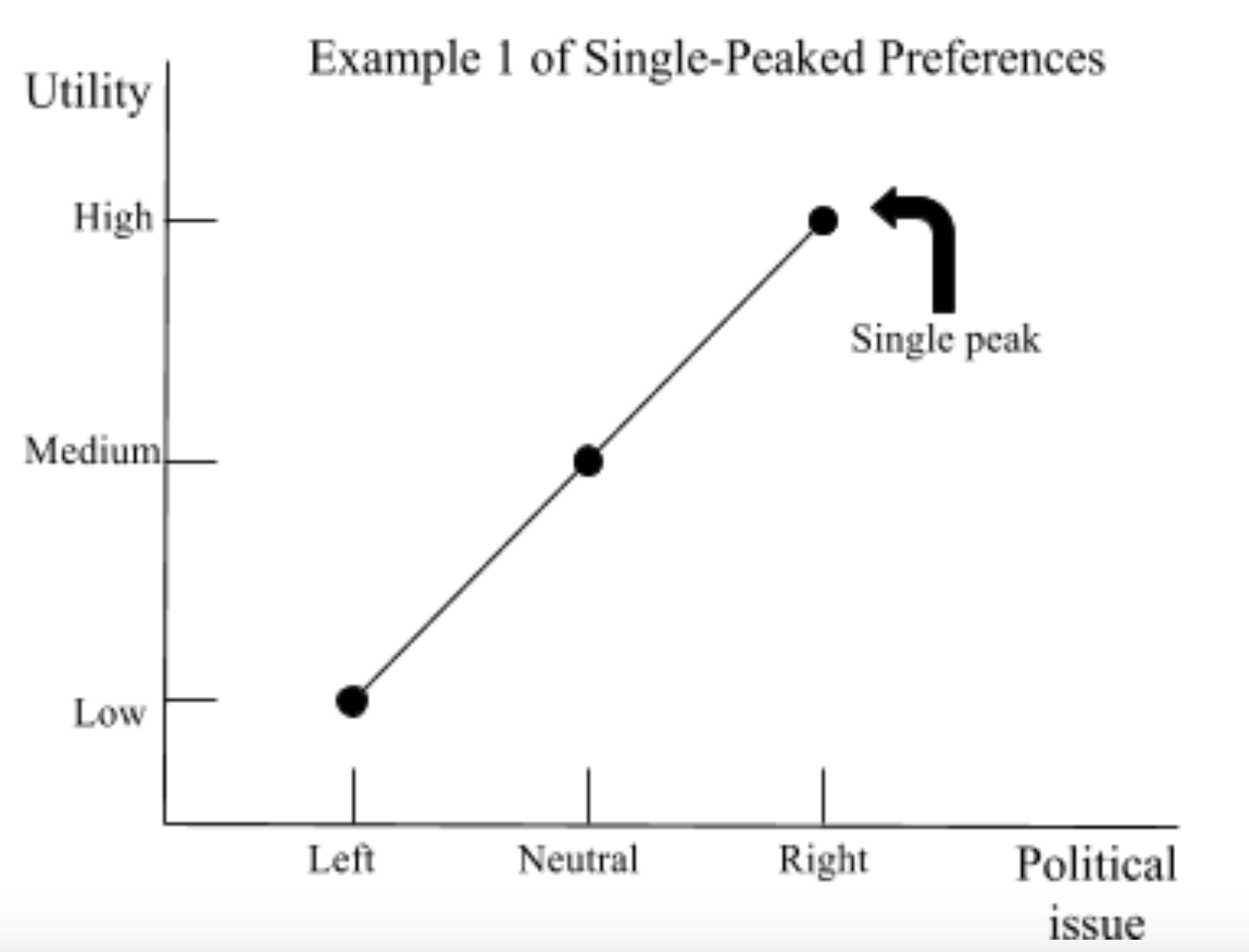
Exemple 1 de préférences à choix unique

Le théorème de l'électeur médian énonce que, si les préférences des agents sont unimodales, la médiane des points préférés par les agents constitue un vainqueur de Condorcet. 
Typiquement, dans une structure politique unidimensionnelle gauche-droite, le théorème s'applique: l'option centriste bat (avec l'aide des voix de droite) toute option de gauche, et bat (avec les voix de gauche) toute option de droite.